# Morelos, Cosolapa
Morelos är en ort i Mexiko.   Den ligger i kommunen Cosolapa och delstaten Oaxaca, i den sydöstra delen av landet, 280 km öster om huvudstaden Mexico City. Morelos ligger 177 meter över havet och antalet invånare är 347.
Terrängen runt Morelos är varierad. Runt Morelos är det ganska tätbefolkat, med 100 invånare per kvadratkilometer. Närmaste större samhälle är Cosolapa, 3,3 km nordväst om Morelos. Trakten runt Morelos består till största delen av jordbruksmark.